# ZAK
ZAK, pseudoniem van Jacques Moeraert (Gent, 4 mei 1948), is een Belgisch cartoonist.
Moeraert was in eerste instantie boekhouder maar besloot hier op vijfentwintigjarige leeftijd mee te stoppen en cartoons te gaan tekenen. ZAK publiceerde voor het eerst in het weekblad De Zwijger, samen met zijn vriend Quirit. Later verscheen zijn werk ook in De Morgen, de Volkskrant, De Limburger, De Groene Amsterdammer en De Tijd. Tevens brengt hij ieder jaar een ZAK-agenda uit.
ZAK was in 2001 de eerste Belg die de Nederlandse Inktspotprijs won.
Hij staat bekend om zijn ironische stijl.

## Uitgaven
- Pech onderweg (2001)
- Het mobiele leven (2003)
- Burengerucht (2005)
- Blut (2009)
- Café 't Wereldje (2011)
- Jaarlijkse ZAK-agenda

## Prijzen
- Royale Belge Prijs (1999)
- Arkprijs van het Vrije Woord (2000)
- Inktspotprijs (2001)
- BeNe-prijs (2003-2008)
- Winnaar PCB-prijs beste perscartoon België (1999-2003-2016)